# Гурдаспур
Гурдаспур (англ. Gurdaspur, в.-пандж. ਗੁਰਦਾਸਪੁਰ) — город в северной части штата Пенджаб, Индия. Административный центр округа Гурдаспур.

## География
Абсолютная высота — 241 метр над уровнем моря. Расположен примерно в 36 км к юго-западу от города Патханкот и в 32 км к северо-востоку от города Батала. Граница с Пакистаном находится примерно в 10 км к западу от города. Река Беас протекает по окраине Гурдаспура.

## Транспорт
Через Гурдаспур проходит национальное шоссе № 15, соединяющее город с территорией штата Гуджарат. Имеется железнодорожное сообщение.

## Население
По данным на 2013 год численность населения составляет 81 200 человек.
Динамика численности населения города по годам:
| 1991   | 2001   | 2013   |
| ------ | ------ | ------ |
| 54 733 | 67 479 | 81 200 |